# 夢の世界旅行 クイズジャンボ
『夢の世界旅行 クイズジャンボ』（ゆめのせかいりょこう クイズジャンボ）は、1970年10月3日から1971年9月26日までTBS系列局で放送されていたTBS製作のクイズ番組である。放送時間は毎週土曜 19:00 - 19:30 （日本標準時）。

## 概要
司会の前田武彦が解答者に、外国の都市・名所・人物・音楽・事件・食べ物など現地でフィルム取材してきたテーマを中心に質問。解答者は1問正解するごとに10点を獲得でき、50点以上を獲得した解答者にはペアで行ける海外旅行獲得のチャンスが与えられた。
この番組は、当時同系列局で放送されていた紀行番組『兼高かおる世界の旅』の兼高かおるが監修していた。

## 出演者
- 司会：前田武彦
- アシスタント：瞳エミ
- 出題：今井とも子